# Cneu Pompeu Catulino
Cneu Pompeu Catulino (em latim: Gnaeus Pompeius Catullinus) foi um senador romano nomeado cônsul sufecto para o nundínio de novembro a dezembro de 90 com Marco Túlio Cerial. Era um dos amici (conselheiros mais próximos) do imperador Domiciano.